# Stazione di Caslano
La stazione di Caslano è una fermata ferroviaria posta sulla linea Lugano-Ponte Tresa. Serve il centro abitato di Caslano.

## Movimento
La fermata è servita dai treni della linea S60 della rete celere ticinese, cadenzati a frequenza quadrioraria nei giorni feriali, e semioraria in quelli festivi.